# 2004 en informatique
2003 en informatique - 2004 - 2005 en informatique
Cet article présente les faits marquants de l'année 2004 en informatique.

## Événements
- Durant l'année : Détection par une équipe chinoise de collisions dans l'algorithme de hashage MD5.
- 21 juin : Loi pour la confiance dans l'économie numérique.

## Standards
- Le format XMPP devient un standard IETF.
- Publication de la norme d'accès Internet sans-fil WiMax

## Technologie
- février : lancement de facebook par Mark Zuckerberg
- avril : lancement de Gmail par Google
- novembre : lancement de Mozilla Firefox 1.0
- Début du projet Ubuntu.